# Дистрибутивность
Дистрибути́вность (от лат. distributivus «распределительный»), также распределительный закон — свойство согласованности двух бинарных операций, определённых на одном и том же множестве.
Говорят, что бинарная операция «×» является дистрибутивной относительно бинарной операции «+», если они удовлетворяют следующим двум тождествам:
{\displaystyle (\forall x,y,z)\,x\times (y+z)=(x\times y)+(x\times z)} — дистрибутивность слева;
{\displaystyle (\forall x,y,z)\,(y+z)\times x=(y\times x)+(z\times x)} — дистрибутивность справа.
Если операция «×» является коммутативной, то свойства дистрибутивности слева и справа равносильны.
Относительно соответствующих аддитивных операций, мультипликативные операции в кольцах и полях, по определению, удовлетворяют свойству дистрибутивности.
Если операции сложения и пересечения для односторонних идеалов некоторого кольца (или подмодулей некоторого модуля) удовлетворяют свойству дистрибутивности[уточнить], то говорят о дистрибутивном кольце (или дистрибутивном модуле).

## Следствия
Из дистрибутивного закона следует правило раскрытия скобок, перед которыми стоит минус. В этом случае знаки слагаемых в скобках меняются на противоположные.
{\displaystyle -(x+y)=-1(x+y)=-1x+(-1)y=-x+(-y)=-x-y}
Аналогично,
{\displaystyle -(x-y)=-x+y;}
{\displaystyle -(x+y+z)=-x-y-z;}
{\displaystyle -(x+y-z)=-x-y+z;}
{\displaystyle -(x-y+z)=-x+y-z;}
{\displaystyle -(x-y-z)=-x+y+z}
Например,
{\displaystyle -(2-6+17)=-2+6-17=-13}